# Gaudet Mater Ecclesia
Nach den Anfangsworten Gaudet mater ecclesia („Es freut sich die Mutter Kirche“) wird die historische Eröffnungsansprache des Zweiten Vatikanischen Konzils zitiert, die Papst Johannes XXIII. am 11. Oktober 1962 hielt. (Seit 2000 ist der 11. Oktober der liturgische Gedenktag des Heiligen.) In der Ansprache wurden die Leitlinien für das II. Vatikanum abgesteckt. Johannes XXIII. hielt die Ansprache, wie damals üblich, in lateinischer Sprache.

## Inhaltsangabe
Nach den Anfangsworten:
Gaudet Mater Ecclesia quod, singulari Divinae Providentiae munere, optatissimus iam dies illuxit, quo, auspice Deipara Virgine, cuius materna dignitas hodie festo ritu recolitur, hic ad Beati Petri sepulcrum Concilium Oecumenicum Vaticanum Secundum sollemniter initium capit.
folgt ein Abschnitt über
Concilia Oecumenica in Ecclesia, die allgemeinen Konzilien der Kirche, gefolgt von Erwägungen zu Ursprung und Anlass des gegenwärtigen Konzils (Origo et causa Concilii Oecumenici Vaticani II) und die Gelegenheit heute ein Konzil zu feiern (opportunitas celebrandi Concilii).
Aufgabe sei es, die Lehre der Kirche zu schützen und zu fördern (praecipuum Concilii munus: doctrina tuenda ac promovenda): Quod Concilii Oecumenici maxime interest, hoc est, ut sacrum christianae doctrinae depositum efficaciore ratione custodiatur atque proponatur. Haec doctrina integrum complectitur hominem, corpore et animo compositum, eademque iubet nos, qui huius terrae incolae sumus, ad caelestem patriam peregrinos contendere. (Übersetzung: Die Hauptaufgabe des Konzils liegt darin, das heilige Überlieferungsgut der christlichen Lehre mit wirksameren Methoden zu bewahren und zu erklären. Diese Lehre umfasst den ganzen Menschen, der aus Leib und Geist besteht, und sie heißt uns, die wir diese Erde bewohnen, als Pilger unserem himmlischen Vater entgegenzugehen.)
Aber qua ratione hodie doctrina promovenda sit; die Art und Weise der Förderung derselben bedürfe heute der Erneuerung. Aus der deutschen Übersetzung: „Ja, diese sichere und beständige Lehre, der gläubig zu gehorchen ist, muss so erforscht und ausgelegt werden, wie unsere Zeit es verlangt. Denn etwas anderes ist das Depositum Fidei oder die Wahrheiten, die in der zu verehrenden Lehre enthalten sind, und etwas anderes ist die Art und Weise, wie sie verkündet werden, freilich im gleichen Sinn und derselben Bedeutung. Hierauf ist viel Aufmerksamkeit zu verwenden; und, wenn es not tut, muss geduldig daran gearbeitet werden, das heißt, alle Gründe müssen erwogen werden, um die Fragen zu klären, wie es einem Lehramt entspricht, dessen Wesen vorwiegend pastoral ist. Am Beginn des Zweiten Vatikanischen Ökumenischen Konzils ist es so klar wie jemals, dass die Wahrheit des Herrn in Ewigkeit gilt. Wir beobachten ja, wie sich im Lauf der Zeiten die ungewissen Meinungen der Menschen einander ablösen, und die Irrtümer erheben sich oft wie ein Morgennebel, den bald die Sonne verscheucht. Die Kirche hat diesen Irrtümern zu allen Zeiten widerstanden, oft hat sie sie auch verurteilt, manchmal mit großer Strenge. Heute dagegen möchte die Braut Christi lieber das Heilmittel der Barmherzigkeit anwenden als die Waffe der Strenge erheben. Sie glaubt, es sei den heutigen Notwendigkeiten angemessener, die Kraft ihrer Lehre ausgiebig zu erklären, als zu verurteilen. Das bedeutet nicht, dass es keine falschen Lehren und keine gefährlichen Meinungen gebe, die man vermeiden und zerstreuen muss. Aber diese widerstreiten so offensichtlich den rechten Grundsätzen der Ehrbarkeit, und sie haben so verheerende Früchte gezeitigt, dass heute bereits die Menschen von sich aus solche Lehren verurteilen. Das gilt besonders von jenen Sitten, die Gott und seine Gebote verachten, vom blinden Vertrauen auf den technischen Fortschritt und auf einen Wohlstand, der sich ausschließlich auf den Lebenskomfort stützt. Sie erkennen selber mehr und mehr, dass es sehr auf die Würde der menschlichen Person und die daraus folgenden Verpflichtungen ankommt. Was aber am meisten zählt: sie haben aus Erfahrung gelernt, dass die Anwendung äußerer Gewalt gegen andere, das Potential der Rüstungen und politische Vorherrschaft nicht genügen, um die ihnen auf liegenden schweren Probleme glücklich zu lösen.“
Im Original gehören diese Aussagen teils schon zu dem berühmten Abschnitt Qua ratione errores compescendi sint, indem der Papst sozusagen „die Netze neu auswirft“.
Zitat: Hisce in rerum adiunctis, Catholica Ecclesia, dum per Oecumenicum hoc Concilium religiosae veritatis facem attollit, amantissimam omnium matrem se vult praebere, benignam, patientem, atque erga filios a se seiunctos misericordia ac bonitate permotam Humano generi, tot difficultatibus laboranti, ipsa, ut olim Petrus misero illi qui ab eo stipem rogaverat, dicit: „Argentum et aurum non est mihi: quod autem habeo hoc tibi do; in nomine Iesu Christi Nazareni surge et ambula“ (Act 3,6). Scilicet nostrorum temporum hominibus Ecclesia non caducas porrigit divitias, neque beatitatem dumtaxat terrenam pollicetur; sed supernae gratiae bona impertit, quae cum homines ad filiorum Dei dignitatem erigant, tam valido praesidio et adiumento sunt ad humaniorem efficiendam eorum vitam; uberioris doctrinae suae fontes aperit, qua homines luce Christi collustrati penitus intelligere valent, quid ipsi revera sint, qua dignitate excellant, quem finem prosequi debeant; per filios denique suos ubique christianae caritatis spatia dilatat, qua ad dissensionum semina evellenda nihil est aptius, et ad provehendam concordiam, iustam pacem fraternamque omnium unitatem nihil est efficacius.
(Deutsch: Angesichts dieser Lage erhebt die katholische Kirche durch dieses Ökumenische Konzil die Leuchte der Glaubenswahrheit. Sie will sich damit als eine sehr liebevolle, gütige und geduldige Mutter erweisen, voller Erbarmung und Wohlwollen zu ihren Kindern, die sie verlassen haben. Schon Petrus sagte einst angesichts einer Menschheit, die unter großen Nöten litt, zu einem Armen, der ihn um Almosen anging: „Gold und Silber besitze ich nicht, doch was ich habe, gebe ich dir: Im Namen Jesu Christi von Nazareth stehe auf, und gehe umher!“ (Apg. 3, 6). So bietet die Kirche den modernen Menschen keine vergänglichen Reichtümer und auch kein irdisches Glück. Sie schenkt ihnen vielmehr die Gaben der göttlichen Gnade, die den Menschen zur Würde der Gotteskindschaft erheben und die zur wirksamen Bewahrung und Förderung des menschlichen Lebens dienen. Sie öffnet ihnen die lebendigen Quellen ihrer Lehre, die die Menschen mit dem Lichte Christi erleuchten, so dass sie erkennen können, was sie in Wahrheit sind, welche Würde ihnen zukommt und welchem Ziel sie nachzustreben haben. Schließlich verbreitet sie durch ihre Söhne überall die Fülle christlicher Liebe, die am besten jeden Streit beseitigt und Einheit, gerechten Frieden wie die brüderliche Einheit aller bewirkt.)
Dann kommt der Papst auf die Ökumene zu sprechen, wobei er in erster Linie an die Orthodoxie dachte, die er aus langen Jahren im diplomatischen Dienst gut kannte: Unitas in christiana et humana familia fovenda.
Er schließt mit einer Anrufung der Gottesmutter, deren Mutterschaft damals (seit Pius XI.) am 11. Oktober gefeiert wurde (heute: 1. Januar),
O Maria, Auxilium Christianorum, Auxilium Episcoporum, cuius amorem nuper in Lauretano templo tuo, ubi Incarnationis mysterium venerari placuit, peculiari modo experti sumus, omnia ad laetum, faustum, prosperum exitum tua ope dispone; tuque una cum Sancto Ioseph Sponso tuo, cum Sanctis Petro et Paulo Apostolis, Sanctis Ioanne Baptista et Evangelista, apud Deum intercede pro nobis.
und des göttlichen Erlösers: Iesu Christo, Redemptori nostro amantissimo, Regi immortali populorum et temporum, amor, potestas et gloria in saecula saeculorum. Amen.

## Weblink
- Deutsche Fassung